# Sordid Lives: Die Serie
Sordid Lives: Die Serie (Originaltitel: Sordid Lives: The Series) ist eine US-amerikanische Fernsehserie von 2008, die als Vorgeschichte zum gleichnamigen Film aus dem Jahr 2000 gedacht ist. Erfunden und geschrieben wurden die Serie sowie der Film von Del Shores, der auch Regie führte. Die Serie spielt in einer fiktiven Kleinstadt in Texas und dreht sich um die Mitglieder der Ingram Familie.
Stars der Serien sind unter anderem Rue McClanahan, Olivia Newton-John, Caroline Rhea, Leslie Jordan, Beth Grant und ein Großteil der Darsteller des Films.
Premiere in den USA war im Juli 2008 auf Logo, in Kanada wurde Sordid Lives auf Super Channel gesendet. In Deutschland strahlt TIMM die Serie aus und im August 2009 hat Film 24 die Serie zum ersten Mal in Großbritannien ausgestrahlt. Logo hat die Produktion der Serie aufgrund von finanziellen Problemen eingestellt, somit wird es keine zweite Staffel geben. Die offizielle Webseite der Serie auf LOGO online ist nicht mehr vorhanden.

## Inhalt
Die Südstaatenfamilie Ingram ist nicht gerade eine Musterfamilie. Matriarchin Peggy Ingram (Rue McClanahan) nimmt die stattbekannte Barsängerin Bitsy Mae Harling (Olivia Newton-John) auf, nachdem Bitsy Mae aus dem Gefängnis entlassen wurde und hat ein Verhältnis mit dem Mann der Nachbarin ihrer Schwester Sissy (Beth Grant). Peggys ältere Tochter LaVonda (Ann Walker) lebt mit ihrer kettenrauchenden Tante Sissy zusammen, während Peggys jüngere Tochter Latrelle (Bonnie Bedelia) versucht, das Bild einer Perfektionistin aufrechtzuerhalten.
Peggys drittes Kind Earl "Brother Boy" Ingram (Leslie Jordan) wurde wegen seines Transvestismus von seinen Eltern ins Irrenhaus eingewiesen – dort hält er sich bereits seit 23 Jahren auf. Er ist ein großer Fan der Country-Sängerin Tammy Wynette, die ihm als Geist erscheint und dazu auffordert ihr Lebenswerk fortzusetzen. Brother Boy versucht der dem Irrenhaus zu entkommen, indem er sich auf die fragwürdige Therapie der verrückten Dr. Eve (Rosemary Alexander) einlässt, die glaubt, ihn von seiner Homosexualität kurieren zu können.
LaVondas beste Freundin Noleta (Caroline Rhea) lebt mit ihrem Ehemann G.W. (David Steen), einem Vietnam-Veteranen mit zwei Holzbeinprothesen, in einem Wohnwagen im Garten von Sissy Ingram. Noltea weigert sich mit G.W. zu schlafen, wenn dieser seine Prothesen nicht anbehalten will, daher flüchtet er sich regelmäßig in die örtliche Bar "Bubbas" und sucht die Gemeinschaft der dortigen Besucher, die Brüder Wardell (Newell Alexander) und Odell (David Cowgill), Bitsy Mae und die stets betrunkene Juanita (Sarah Hunley), die seit Jahren versucht einen Gewinnspielskandal aufzudecken, der nur in ihrer alkoholumnebelten Vorstellung existiert.
Latrelles Sohn Ty (Jason Dottley) lebt als Schauspieler in Los Angeles und kämpft dort mit einigen Therapeuten, um mit seiner Homosexualität ins Reine zu kommen. Dazu muss er noch die Beziehung mit seinem ersten Freund (Ted Detwiler), einer Stalkerin, die mal seine Freundin (Sharron Alexis) war, einem wütenden One-Night-Stand (Emerson Collins) und sein Coming Out gegenüber seinem besten heterosexuellen Freund (Robert Lewis Stephenson) und seiner Familie in Texas in den Griff bekommen.

## Besetzung
| Darsteller          | Charakter                 | Anmerkung |
| ------------------- | ------------------------- | --- |
| Olivia Newton-John  | Bitsy Mae Harling         | Eine örtliche Barsängerin, die wegen Brandstiftung im Gefängnis saß. Sie ist eine enge Freundin von Peggy Ingram.                                                                                                |
| Jason Dottley       | Ty Williamson             | Ty ist irgendwo in den 20ern und unterdrückt seine Homosexualität, er hat seine Mutter Latrelle und die bigotte Kleinstadt in Texas hinter sich gelassen und zog nach West Hollywood, um Schauspieler zu werden. |
| Sarah Hunley        | Juanita Bartlett          | Ein Stammgast der örtlichen Bar und fest im Glauben an eine Gewinnspielverschwörung. |
| Newell Alexander    | Wardell 'Bubba' Owens     | Besitzer der örtlichen Bar und der beste Freund von G.W. Bubba ist das Objekt der Begierde von Brother Boy. |
| David Steen         | G.W. Nethercott           | Noletas untreuer Ehemann, er ist regelmäßiger Gast in der örtlichen Bar, seinem liebsten Zufluchtsort. Er beginnt eine Affäre mit Peggy Ingram.                                                                  |
| David Cowgill       | Odell Owens               | Bubbas Bruder, er fürchtet sich vor dem Leben und versteckt sich in Bubbas Bar. |
| Beth Grant          | Sissy Hickey              | Peggys viel jüngere Schwester, die Tante von Brother Boy, LaVonda und Latrelle, ihre Familie und ihre Nachbarn stressen sie regelmäßig.                                                                          |
| Caroline Rhea       | Noleta Nethercott         | Sie ist die verzweifelte Frau von G.W. und lebt in einem Wohnwagen im Garten von Sissy. Sie ist die beste Freundin von LaVonda.                                                                                  |
| Leslie Jordan       | Earl 'Brother Boy' Ingram | Brother Boy wurde von seinen Eltern vor 23 Jahren, wegen seines Tranvestismus ins Irrenhaus gebracht, er ist ein großer Fan von Tammy Wynette.                                                                   |
| Mitch Carter        | Bumper                    | Der Sicherheitsmann des Irrenhauses, er versucht immer wieder Brother Boy zum Sex mit ihm zu zwingen. |
| Bonnie Bedelia      | Latrelle Williamson       | Tys Mutter, sie ist grundsätzlich damit beschäftigt, den Schein zu wahren. |
| Sharron Alexis      | Sara Kaufman              | Tys Ex-Freundin, sie ist immer noch von der Vorstellung besessen, sie und Ty sind immer noch ein Paar. |
| Ann Walker          | LaVonda DuPree            | Peggys älteste Tochter, sie ist ein Freigeist und eine enge Vertraute von Ty, der ihr alles erzählt. |
| Mary-Margaret Lewis | Ethel                     | Ein Krankenschwester im Irrenhaus und eine Freundin von Brother Boy. |
| Rosemary Alexander  | Dr. Eve Bolinger          | Die “Ärztin des Bösen” will Brother Boy “enthomosexualisieren”, dann kann sie darüber ein Buch schreiben, wird Gast in der Talkshow Oprah und kann endlich ihren Job im Irrenhaus aufgeben.                      |
| Rue McClanahan      | Peggy Ingram              | Die Matriarchin der Familie, sie ist die ältere Schwester von Sissy und die Mutter von Latrelle, LaVonda und Brother Boy.                                                                                        |

## Episoden
| Episodennummer | Title                                      | Sendetermin    | Zusammenfassung |
| -------------- | ------------------------------------------ | -------------- | --- |
| 101            | "Der Tag, an dem Tammy Wynette starb"      | 21. Mai 2009   | Sissy bittet ihre Nichten Latrelle und LaVonda ihre Schwester/Mutter Peggy zu suchen. Brother Boy erfährt, dass sein Idol Tammy Wynette tot ist. Noleta und G.W. geraten wiederholt in Streit wegen G.W.s Wunsch seine Beinprothese beim Sex abzulegen. Ty ist nervös weil er für eine Rolle in einem schwulen Musical vorsprechen will. |
| 102            | "Die Wiederauferstehung der Tammy Wynette" | 28. Mai 2009   | Der Geist vom Tammy Wynette (gespielt von deren realen Tochter Georgette Jones) besucht Brother Boy und bittet ihn ihr Lebenswerk fortzusetzen, außerdem trifft er seine neue Therapeutin, Dr Eve. Peggy besucht mit Barsängerin/Ex-Häftling Bitsy Mae zum ersten Mal die örtliche Bar. Ty trifft seine Ex-Freundin Sara, die ihm nachstellt. Während des Vorsprechens für seine Rolle trifft er den sympathischen Jacob.                                                                                              |
| 103            | "Pillen, Gift & Penisse"                   | 4. Juni 2009   | Brother Boy liegt im Koma und seine Familie besucht ihn. Während des Besuches stiehlt Latrelle Valium und wird von Bumper entdeckt. Noleta plant sich oder ihren untreuen Ehemann zu töten und kauft Rattengift. Sara bricht in Tys Apartment ein und findet dort Ty und Jacob – nackt. |
| 104            | "Geheimnisse und Lügen"                    | 11. Juni 2009  | Latrelle kann Bumper entkommen, dieser schwört aber Rache. Bitsy trifft Glyndora und erfährt, dass sie den Wohnwagen angezündet hat – jenes Verbrechen für das Bitsy im Gefängnis war. Ty sieht sich mit den Folgen seines Versteckspiels konfrontiert und will nun alles ändern. Dr. Eve erklärt Brother Boys Familie ihr Therapie. |
| 105            | "Der Aufstieg und Fall von Brother Boy"    | 18. Juni 2009  | Brother Boy erwacht aus dem Koma. G.W. und Peggys Affäre entwickelt sich weiter nach einer Nacht im Galaxy Motel. Sissy und LaVonda werden die ganze Nacht durch die Ziege des Nachbarn wach gehalten, als diese dann noch die preisgekrönten Veilchen frisst, erschießt Sissy die Ziege. LaVonda und Sissy lassen es so aussehen, als ob jemand die Ziege überfahren hätte. Ty trifft seinen Nachbarn Walker, einen älteren Schwulen, der ihn ermutigt sich endlich zu outen.                                         |
| 106            | "Verhängnisvolle Anrufe"                   | 25. Juni 2009  | LaVonda verbringt einen Tag beim Frisör, dort erreicht sie der Anruf von Latrelle, die ihre Mutter Peggy mit G.W. im Galaxy Motel gesehen hat. LaVonda überzeugt Latrelle davon, dass sie alles nur geträumt hat, während sie im Valiumrausch war. LaVonda telefoniert mit einigen Leuten um eine Geschichte entstehen zu lassen, die Noleta davon überzeugt, dass G.W. die letzte Nacht bei Odell verbracht hat. Brother Boy willigt in die Therapie von Dr. Eve ein um wieder als Tammy Wynette auftreten zu können. |
| 107            | "Eine dreiste Affäre"                      | 2. Juli 2009   | Bitsy Mae und ihre Band stürmen die Kirche und wollen die Gemeinde mit deren Bigotterie konfrontieren. Brother Boy versucht Dr. Eve davon zu überzeugen seine Therapie fortzusetzen. Ty gesteht Sara seine Homosexualität, doch diese glaubt ihm nicht und behauptet weiterhin sie seien immer noch ein Paar. |
| 108            | "Erklärungsnöte"                           | 9. Juli 2009   | Peggy erklärt Bitsy Mae warum sie sie aus dem Gefängnis geholt hat und sich nun um sie kümmert. Brother Boy ist von der Therapie frustriert. Sissy, Noleta und LaVonda vermissen Latrelle und machen sich auf die Suche nach ihr. |
| 109            | "Tod ist auch keine Lösung"                | 16. Juli 2009  | Latrelle hat sich ihrer Pillensucht ergeben; Brother Boy erfährt von einem Fluchtplan aus dem Irrenhaus. Bumper bricht in das Haus von Latrelle ein und versucht sie zu vergewaltigen. Walker stirbt, Sara zieht in sein Appartement und terrorisiert nun Ty noch mehr. |
| 110            | "Ty verzweifelt gesucht"                   | 23. Juli 2009  | Noleta vertreibt Bumper mit ihrer Pistole aus dem Haus von Latrelle; die Kirchengemeinde startet eine Petition um Bubbas Bar zu schließen. Noleta findet einen Beweis für die Untreue von G.W. LaVonda sucht ihre Mutter, um ihr die Affäre mit G.W. auszureden und erwischt dabei Bitsy und Glyndora in einer kompromittierenden Situation. Sara ignoriert die Beziehung von Jacob und Ty und benimmt sich wie seine Freundin.                                                                                        |
| 111            | "Kompromittierende Situationen"            | 30. Juli 2009  | Ty gesteht Marc seine Homosexualität und konfrontiert Sara mit der Tatsache, dass Jacob und er ein Paar sind. Bitsy Mae nimmt Glyndora bei sich auf, nachdem Ritchie sie verprügelt hat. Latrelle gibt das Valium auf, derweil Sissys versucht sich das Rauchen abzugewöhnen. Noleta begleitet LaVonda auf ihrer Reise nach L.A. um dort das Stück von Ty zu sehen. |
| 112            | "Der Trip"                                 | 6. August 2009 | LaVonda und Noleta besuchen die Premiere von Tys Stück in Los Angeles, aber Ty hat ganz andere Probleme. Bitsy Mae entdeckt ihre Gefühle für Glyndora; Sissy gesteht den “Mord” an der Ziege und wird zusammen mit Noleta verhaftet. Brother Boy erpresst Bumper und er und Jackie können aus dem Irrenhaus entkommen. |

## Internationale Ausstrahlungen
- Super Channel – Kanada
- TIMM – Deutschland
- Yes Stars Comedy – Israel
- Film 24 – UK